# Syzygium hemilamprum
Syzygium hemilamprum är en myrtenväxtart som först beskrevs av Ferdinand von Mueller, och fick sitt nu gällande namn av Lyndley Alan Craven och Edward Sturt Biffin. Syzygium hemilamprum ingår i släktet Syzygium och familjen myrtenväxter.

## Underarter
Arten delas in i följande underarter:
- S. h. hemilamprum
- S. h. orophilum